# V″jačeslav Sviders'kyj
V″jačeslav Mychajlovyč Sviders'kyj (in ucraino В'ячеслав Михайлович Свідерський?; Luhans'k, 5 novembre 1976) è un ex calciatore ucraino, di ruolo difensore.

## Carriera

### Nazionale
Ha partecipato ai Mondiali del 2006.